# Sekken
Sekken – wyspa w gminie Molde w regionie Møre og Romsdal w Norwegii. Znajduje się w Romsdalsfjordzie przy ujściu Langfjorden. Około 4 km na północ od Sekken znajduje się wyspa Bolsøya, a kilometr na wschód wyspa Veøya.
Wyspa ma 18,7 km² powierzchni. Połączenie ze stałym lądem zapewniają promy pomiędzy Molde a miejscowością Seterneset na wyspie. Projekt tunelu Langfjord w jednym z wariantów zakłada odgałęzienie łączące Sekken ze stałym lądem.
Najwyższym szczytem na Sekken jest Tranhaugen (304 m n.p.m.).

## Źródła
- Store Norske leksikon: Sekken